# Jennifer Pertsch
Jennifer Pertsch (...) è una story-editor, scrittrice e creatrice di serie canadese, una dei soci fondatori, insieme a Tom McGillis, di Fresh TV Inc., uno studio di produzione con sede a Toronto specializzato nella creazione di serie animate rivolte agli adolescenti e alle famiglie.
Ha iniziato la sua carriera di scrittrice presso lo studio Nelvana, prima di passare a Fresh TV. Per Fresh TV ha creato e co-prodotto 6teen, A tutto reality - L'isola, A tutto reality - Azione!, A tutto reality - Il tour e A tutto reality - La vendetta dell'isola, in uscita in Italia il 9 gennaio 2012. È anche co-produttrice esecutiva di Stoked - Surfisti per caso e Scott Pilgrim.

## Riconoscimenti
Nel 2007, 6teen è stato premiato dall'Alliance for Children and Television's con il Prix d'excellence nella sezione animazione, per la programmazione per bambini dai 9 ai 14 anni.  Pertsch ha ottenuto una candidatura al Premio Emmy per aver sceneggiato la serie animata Rolie Polie Olie e una nomination al Premio Gemini per il miglior programma o serie animata per A tutto reality - L'isola.